# One Night in Bangkok
One Night in Bangkok è un singolo dell'attore e cantante britannico Murray Head, pubblicato nel 1984.

## Descrizione
One Night in Bangkok viene interpretata da Murray Head e Anders Glenmark e composta dagli ex componenti del gruppo ABBA, Björn Ulvaeus e Benny Andersson per il musical Chess. il testo del brano è di Tim Rice.
Il testo, eseguito quasi in forma di rap da Murray Head, è una ironica denuncia contro la corruzione morale della città di Bangkok, contrapposta alla esaltazione della valenza intellettuale del gioco degli scacchi. La canzone contiene numerosi riferimenti alla città di Bangkok, dal «muddy old river» (il "vecchio fiume fangoso", ovvero il Chao Phraya), al «reclining Buddha» (la gigantesca statua del Buddha disteso all'interno del tempio Wat Pho), fino a citare l'attore Yul Brynner (che interpreta il Re del Siam nel film Il re ed io, del 1956).

## Classifiche
Il singolo raggiunse i vertici delle classifiche in Germania Ovest, Svizzera e Australia, arrivò alla terza posizione in Canada e negli Stati Uniti, e alla dodicesima nel Regno Unito.

## Tracce
7 pollici
1. One Night in Bangkok – 3:54
2. Merano – 7:08 (The London Symphony Orchestra & The Ambrosian Singers)

Durata totale: 11:02
12 pollici
1. One Night in Bangkok – 5:38
2. Merano – 7:08 (The London Symphony Orchestra & The Ambrosian Singers)

Durata totale: 12:46

## Cover
Del brano sono state realizzate diverse cover. Tra queste si citano la versione dance di Louise Robey (1984), che raggiunse la posizione 77 della classifica Billboard Hot 100 nel 1985; quella di Jan Werner Danielsen, pubblicata su singolo e nell'album Music of the Night (1998); quella degli A*Teens per l'album New Arrival (2003); quella della boy band C21, che raggiunse la posizione numero 11 in Danimarca (settembre 2003); quella di DJ Antoine, contenuta nel suo album Live in Bangkok (2008); quella a cappella degli austriaci Safer Six e quella dei Vinylshakerz (2005).
Durante la scena finale del film Una notte da leoni 2 (2011), Mike Tyson sale sul palco al matrimonio di Stuart "Stu" Price e canta questa canzone, in palese riferimento alla notte trascorsa dai protagonisti nella capitale thailandese. La cover di Tyson venne pubblicata nella colonna sonora del film.
Il chitarrista Steve Vai citò il brano nella sua Fire Garden Suite, contenuto nell'album Fire Garden del 1996.